# Евстахий II
Евста́хий II (Евстахий Усатый; фр. Eustache II или Eustache aux Gernons; умер в 1088) — граф Булони (с 1047 года), родственник английского короля Эдуарда Исповедника и активный участник нормандского завоевания Англии. Евстахий также известен как отец двух королей Иерусалимских: Готфрида Бульонского и Балдуина I.

## Биография

### Правление
Евстахий II был сыном графа Булонского Евстахия I и Матильды, дочери графа Лувена Ламберта I. В 1047 году (по другим сведениям, в 1049 году) Евстахий унаследовал графство своего отца, охватывающее территорию вокруг Булони на побережье Па-де-Кале. Хотя Булонское графство в этот период считалось вассалом Фландрии, фактически, несмотря на относительно небольшие размеры, оно было независимым государством (в средневековом значении этого слова) и контролировало наиболее удобные пути переправы в Англию.
Политика молодого Евстахия ориентировалась на союз с Нормандией и Англией. В 1035/1036 году он женился на Годгифу, дочери англосаксонского короля Этельреда (II) Неразумного и сестре Эдуарда Исповедника. Когда в 1042 году Эдуард взошёл на престол Англии, Евстахий II оказался одним из ближайших родственников английского монарха и стал активно поддерживать его политику по привлечению к управлению северофранцузских рыцарей, стремясь создать противовес англо-датской аристократии.
Именно людей из свиты Евстахия, находившегося с визитом у короля Эдуарда, убили жители Дувра в 1051 году, что послужило поводом для свержения могущественного англосаксонского эрла Годвина и реализации королём программы создания новой, нормандской знати в Англии. Однако уже в 1052 году Годвин восстановил свои позиции в стране, а нормандцы были изгнаны. Тем не менее инцидент в Дувре перерос в затяжное противостояние семьи Годвина и графа Евстахия. Когда в 1066 году Гарольд, сын Годвина, был коронован королём Англии после смерти Эдуарда Исповедника, Евстахий поддержал претензии на английский престол Вильгельма, герцога Нормандии.
Граф Булонский со своими отрядами присоединился к армии герцога Вильгельма, которая переправилась в 1066 году через Ла-Манш и разгромила англосаксонские войска Гарольда в битве при Гастингсе. Вскоре после коронации Вильгельма Евстахий вернулся в Булонь, видимо не довольный размером земель, предоставленных ему за участие в нормандском завоевании Англии.
Поскольку Евстахий был женат на сестре бывшего короля, это давало ему некоторые основания также претендовать на английский престол. В сентябре 1067 года, когда Вильгельм Завоеватель отправился в Нормандию, а по всей Британии вспыхивали восстания англосаксов против новой власти, Евстахий решил попытать счастья в овладении английской короной. Часть англосаксонской знати Кента поддержала его претензии, что позволило Евстахию высадить свою армию на юго-восточном побережье Англии, где к ней присоединились отряды непокорённых англосаксов. Однако атака Евстахия на Дуврский замок провалилась, а наступление нормандской армии под командованием Одо, епископа Байё, заставило графа отплыть на родину. Таким образом, попытка Евстахия II завладеть короной Англии завершилась полным поражением. Его английские владения были конфискованы Вильгельмом Завоевателем.
Позднее Евстахий смог примириться с королём Вильгельмом и получить обратно часть своих земель в Англии. В 1071 году он принял участие в борьбе за престол графства Фландрия, поддержав Арнульфа III Фландрского против Роберта Фриза. Последний был разбит отрядами Евстахия под Касселем и пленён. Однако вскоре Роберт Фриз вернул себе свободу и в свою очередь разбил и пленил Евстахия в сражении при Брокеруа. Евстахий был освобождён, только когда его брат Готфрид, канцлер Франции и епископ Парижский, заплатил за него крупный выкуп. Он скончался в 1088 году (по другим сведениям — в 1093-м).

### Браки и дети
- с 1036 года — Годгифу Английская (ок. 1002—1057), дочь Этельреда II Неразумного, короля Англии
- с 1056 года — Ида Лотарингская (1040—1113), дочь Готфрида II, герцога Нижней Лотарингии
  - Евстахий III (ранее 1060—1125), граф Булони
  - Готфрид Бульонский (ок. 1060—1100), король Иерусалима[1]
  - Балдуин I (ок. 1060—1118), король Иерусалима.